# Tugu (Mlarak)
Tugu is een bestuurslaag in het regentschap Ponorogo van de provincie Oost-Java, Indonesië. Tugu telt 2430 inwoners (volkstelling 2010).